# Lennart Göth
Lennart Göth, född 1954 i Jakobsberg, är en svensk författare. Han studerade teologi i Lund och var sedan länge bosatt i den nordskånska orten Glimåkra där han vid sidan av författarskapet arbetat som lärare på Glimåkra folkhögskola bland annat med två skrivarkurser.
Lennart Göths böcker är kombinationer av idéromaner och relationskildringar med thrillerinslag. Debutromanen Fosterhudar (1988) behandlar fosterdiagnostik, Spel med bara en bonde (1991) hur kommunikationen brister i en kris och En ny påminnelse om (1994) handlar om utanförskap och ungdomsvåld. Denna nominerades även till Augustpriset. 
Tillsammans med konstnären Michal Hudak reste han genom Europa och intervjuade konstnärer i tjugo större städer. Resan resulterade i några utställningar och en bok som heter SPÅR – Europa efter berlinmurens fall (2003). Hudak och Göth belyser här, genom bild och text, de olika föreställningar och historier som skapar det nya Europa. 
Hans senaste roman, Ikonen eller historien om den otvivelaktiga turbanen (2006) handlar om smuggling av ikoner men också om längtan efter samhörighet, om önskan att få se samband och begäret efter kärlek och nåd. 
År 2008 utkom Göth med en samtalsbok där han intervjuar fem svenska författare (Maria Küchen, Jonas Gardell, Torgny Lindgren, Tomas Andersson Wij och Ylva Eggehorn) om skrivande och tro.
Lennart Göth har också författat läromedel för grundskolans senare del (PULS och Impuls, Natur&Kultur) och för gymnasiet (Religion 1, Natur&Kultur) tillsammans med Katarina Lycken Rüter.